# 奥瓦诺斯
奥瓦诺斯（西班牙語：Obanos）是西班牙纳瓦拉的一个市镇。总面积20平方公里，总人口785人（2001年），人口密度39人/平方公里。